# Maniitsoq-Museum
Das Maniitsoq-Museum (dänisch Maniitsoq Museum, grönländisch Maniitsup Katersugaasivia) ist das Heimatmuseum (Lokalmuseum) von Maniitsoq.

## Geschichte
Die Idee zur Gründung eines Lokalmuseums in Maniitsoq stammt aus dem Jahr 1970. In diesem Jahr wurde die Fischfabrik im Hafen der Stadt ausgebaut, weswegen vier historische Gebäude aus dem 19. Jahrhundert entfernt werden mussten. Es wurde vorgeschlagen, die Gebäude originalgetreu in Nuuk wieder aufzubauen, wo sie als Freilichtmuseum für das Nationalmuseum dienen sollten. Diesem Vorschlag widersetzte sich der Rat der Gemeinde Maniitsoq, der stattdessen ein Komitee gründete, das den Neuaufbau in Maniitsoq organisieren sollte. Eines der Gebäude sollte als Museum genutzt werden, weswegen ein Museumsausschuss gegründet wurde, der vorübergehend eine Ausstellung im Versammlungsgebäude der Stadt organisierte. Am 25. Oktober 1974 wurde das Museum offiziell eröffnet, ursprünglich noch im alten Kämmererbüro (B-210). Ende der 1970er Jahre wurden die vier Gebäude aus dem Hafen schließlich am Friedhof der Stadt wieder aufgebaut. Drei der Gebäude sollten als Wohnhaus, als Bibliothek und als Wärmezentrale fungieren, während das Gebäude B-56 das neue Museum werden sollte, das am 12. Januar 1980 eingeweiht wurde. 1983 wurde das Museum offiziell von der grönländischen Regierung anerkannt. Als Ende der 1980er Jahre große Platzprobleme entstanden, wurden die übrigen drei Gebäude stückweise auch noch übernommen, zuletzt die Bibliothek im Jahr 2010. 2011 wurde in Kangaamiut das Kangaamiut-Museum eröffnet, das administrativ als Abteilung des Maniitsoq-Museums fungiert.

## Gebäude
Das Museum besteht aus vier Gebäuden:
- B-16: Das Gebäude ist die frühere Wohnung des Handelsassistenten, die nach der Versetzung noch als Wohnhaus genutzt wurde.
- B-25: Der alte Laden bzw. Proviantlager wurde später als Bibliothek benutzt.
- B-28: Das Gebäude wurde als Böttcherei errichtet und diente später als Wärmezentrale.
- B-56: Das erste Gebäude des Museums ist eine alte Werkstatt.

Alle Gebäude sind geschützt. Für detaillierte Beschreibungen zur Geschichte und Architektur der einzelnen Gebäude, siehe die Liste der Baudenkmäler in Maniitsoq.

## Ausstellung
Mit Stand 2004 bestand die Ausstellung aus Gemälden (bspw. von Aage Gitz-Johansen), Schnitzereien, Trachten und anderen Näharbeiten, Kajaks, Werkzeugen und archäologischen Funden sowie einer Ausstellung zum Thema Fischerei.